# Харпичанське сільське поселення
Харпича́нське сільське поселення (рос. Харпичанское сельское поселение) — сільське поселення у складі Солнечного району Хабаровського краю Росії.
Адміністративний центр — селище Харпичан.

## Населення
Населення сільського поселення становить 818 осіб (2019; 928 у 2010, 993 у 2002).

## Склад
До складу сільського поселення входять:
| Населений пункт  | Населення, осіб (2002) | Населення, осіб (2010) |
| ---------------- | ---------------------- | ---------------------- |
| Сільхоз, селище  | 69                     | 80                     |
| Харпичан, селище | 924                    | 848                    |